# 261 a. C.
El año 261 a. C. fue un año del calendario romano prejuliano. En el Imperio romano se conocía como el año 493 ab urbe condita.

## Acontecimientos
- Consulados de Lucio Valerio Flaco y Tito Otacilio Craso en la Antigua Roma.[1]
- Primera guerra púnica: los romanos, decididos a obtener el control de Sicilia frente a Cartago, construyen una flota basada en el modelo de un quinquerreme cartaginés apresado.
- Antíoco II Teos sube al trono del Imperio Seléucida tras la muerte de su padre, Antíoco I Sóter.

## Fallecimientos
- Antíoco I Sóter, segundo rey seléucida.